# 246132 Лугини
246132 Лугини (246132 Lugyny) — астероїд головного поясу, відкритий 9 липня 2007 року в Андрушівці. Названо в честь малої батьківщини голови Андрушівської райдержадміністрації Катерини Іванівни Курсон — селища Лугини.